# Puerta de Felipe V
La puerta de Felipe V es un elemento arquitectónico histórico del municipio de Ronda, comunidad autónoma de  Andalucía, España.

## Historia
Tras el hundimiento del primer puente nuevo en el año 1741, se planteó la necesidad de mejorar esta entrada de la ciudad debido al gran flujo de personas y mercancías que de nuevo se vieron obligados a utilizarla.
La vieja Puerta Árabe de la Puente fue sustituida y agrandada por la actual durante el reinado del primer Borbón del trono español, Felipe V, en el año 1742, según consta en la inscripción en piedra situada próxima a la puerta.

## Descripción
Este emblemático monumento de la ciudad consta de un arco doble de sillería, coronado por tres pináculos y adornado con la concha de los Anjou y el escudo real de los Borbones en su cara exterior.
- Datos: Q6091786
- Multimedia: Puerta de Felipe V / Q6091786